# Okres Goleniów
Okres Goleniów (polsky Powiat goleniowski) je okres v polském Západopomořanském vojvodství. Rozlohu má 1615,53 km² a v roce 2019 zde žilo 82 421 obyvatel. Sídlem správy okresu je město Goleniów.

## Gminy
Městsko-vesnické:
- Goleniów
- Maszewo
- Nowogard
- Stepnica

Vesnické:
- Osina
- Przybiernów

## Města
- Goleniów
- Maszewo
- Nowogard
- Stepnica

## Sousední okresy
| Růžice kompasu | Svinoústí | Kamień         | Gryfice          | Růžice kompasu |
| Růžice kompasu | Police    | Sever          | Pyrzyce          | Růžice kompasu |
| Růžice kompasu | Police    | Okres Goleniów | Pyrzyce          | Růžice kompasu |
| Růžice kompasu | Police    | Jih            | Pyrzyce          | Růžice kompasu |
| Růžice kompasu | Štětín    | Stargard       | Stargard, Štětín | Růžice kompasu |